# Connie Palmen
Connie Palmen (nome completo: Aldegonda Petronella Huberta Maria Palmen; Sint Odiliënberg, 25 novembre 1955) è una scrittrice olandese.

## Biografia
Ha studiato lingua e letteratura olandese e in seguito filosofia. Esordì come scrittrice con il romanzo De Wetten, pubblicato nel 1991, ottenendo uno straordinario successo nei Paesi Bassi con 150 000 copie vendute. Il libro, edito in İtalia da Feltrinelli con il titolo Le leggi, racconta la vita di una giovane donna ed è stato nominato all'International IMPAC Dublin Literary Award nel 1996. Il suo secondo romanzo, De Vriendschap, pubblicato nel 1995, riguarda la storia di un'amicizia di lungo corso tra due ragazze con caratteri completamente diversi.
Palmen ha avuto una relazione con il giornalista Ischa Meijer negli anni precedenti alla sua morte nel 1995. A partire dal 1999 ha convissuto con Hans van Mierlo, politico dei Democratici 66, sposandolo l'11 novembre 2009 e restando insieme a lui fino alla sua morte, avvenuta l'11 marzo 2010.

## Opere
- Le leggi (De Wetten) (1991), Milano, Feltrinelli, 1993 traduzione di Daniela Vitale ISBN 88-07-70039-5.
- De Vriendschap (1995)
- I.M. (1998)
- De Erfenis (1999)
- Geheel de uwe (2002)
- Lucifer (2007)
- Tu l'hai detto (Jij zegt het) (2015), Milano, Iperborea, 2018 traduzione di Claudia Cozzi e Claudia Di Palermo ISBN 978-88-7091-491-7.